# Andonville
Andonville ist eine französische Gemeinde mit 252 Einwohnern (Stand: 1. Januar 2022) im Département Loiret in der Region Centre-Val de Loire. Sie gehört zum Kanton Pithiviers und zum Arrondissement Pithiviers. 
Sie grenzt im Norden an Angerville, im Osten an Autruy-sur-Juine, im Süden an Erceville, im Südwesten an Boisseaux und im Westen an Neuville Saint Denis.

## Bevölkerungsentwicklung
| Jahr      | 1962 | 1968 | 1975 | 1982 | 1990 | 1999 | 2008 | 2017 |
| --------- | ---- | ---- | ---- | ---- | ---- | ---- | ---- | ---- |
| Einwohner | 204  | 194  | 184  | 157  | 175  | 217  | 199  | 246  |

## Sehenswürdigkeiten
- Dolmen La Pierre Clouée Monument historique seit 1889 zwischen Andonville und Erceville.

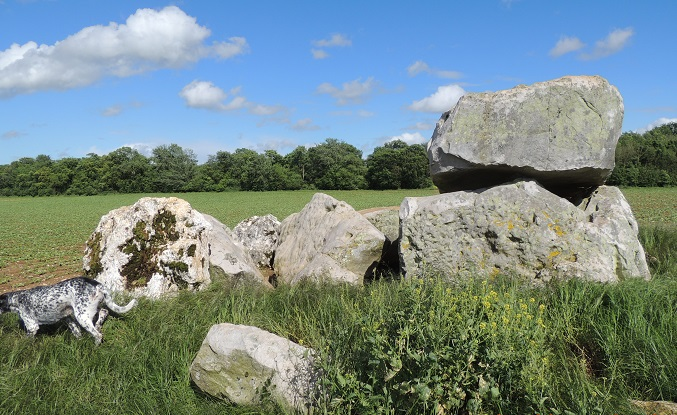
Dolmen La Pierre Clouée